# Oberea acuta
Oberea acuta är en skalbaggsart som beskrevs av J. Linsley Gressitt 1951. Oberea acuta ingår i släktet Oberea och familjen långhorningar. Inga underarter finns listade i Catalogue of Life.